# گروه ماکزیما
گروه ماکزیما (انگلیسی: Maxima Group) شرکت خرده‌فروشی لیتوانیایی است، که در سال ۱۹۹۲ تأسیس شد.